# سیارک ۱۲۳۱۲
سیارک ۱۲۳۱۲ (به انگلیسی: 12312 Vate، نامگذاری:1992EM8)۱۲۳۱۲مین سیارک کشف شده‌است که در ۰۲ مارس ۱۹۹۲ کشف شد.